# 대한민국의 국가인권위원회 위원장
국가인권위원회 위원장(國家人權委員會 委員長)은 국가인권위원회를 대표하는 직위이다. 장관급 정무직 공무원으로 보한다. 임기는 3년이고 연임도 가능하다.

## 역할
- (국가인권위원회법 제6조제1항) 위원장은 위원회를 대표하며 위원회의 업무를 총괄한다.

## 역대 기관장

### 국가인권위원회 위원장
| 정부        | 대수           | 이름                            | 임기                              | 비고 |
| ----------- | -------------- | ------------------------------- | --------------------------------- | ---- |
| 김대중 정부 | 초대           | 김창국(金昌國)                  | 2001년 11월 25일~2004년 12월 23일 |      |
| 노무현 정부 | 2대            | 최영도(崔永道)                  | 2004년 12월 24일~2005년 3월 23일  |      |
| 노무현 정부 | 3대            | 조영황(趙永晃)                  | 2005년 4월 4일~2006년 10월 2일    |      |
| 노무현 정부 | 4대            | 안경환(安京煥)                  | 2006년 10월 30일~2009년 7월 8일   |      |
| 이명박 정부 | 4대            | 안경환(安京煥)                  | 2006년 10월 30일~2009년 7월 8일   |      |
| 5대         | 현병철(玄炳哲) | 2009년 7월 20일~2012년 7월 19일 |                                   |      |
| 6대         | 현병철(玄炳哲) | 2012년 8월 13일~2015년 8월 12일 |                                   |      |
| 6대         | 현병철(玄炳哲) | 2012년 8월 13일~2015년 8월 12일 | 박근혜 정부                       |      |
| 7대         | 이성호(李聖昊) | 2015년 8월 13일~2018년 8월 12일 |                                   |      |
| 문재인 정부 | 8대            | 최영애(崔永愛)                  | 2018년 9월 4일~2021년 9월 3일     |      |
| 문재인 정부 | 9대            | 송두환(宋斗煥)                  | 2021년 9월 4일~2024년 9월 3일     |      |
| 윤석열 정부 | 10대           | 안창호(安昌浩)                  | 2024년 9월 6일~                   |      |

## 같이 보기
- 국가인권위원회
- 국가인권위원회 상임위원